# Giro delle Alpi Apuane 1951
Il Giro delle Alpi Apuane 1951, ottava edizione della corsa, si svolse il 30 settembre 1951 su un percorso di 189 km, con partenza e arrivo a Marina di Massa, in Italia. La vittoria fu appannaggio dell'italiano Lido Sartini, che completò il percorso in 6h08'00", alla media di 30,815 km/h, precedendo i connazionali Waldemaro Bartolozzi e Mauro Gianneschi. 
Sul traguardo di Marina di Massa 8 ciclisti portarono a termine la competizione. 

## Ordine d'arrivo (Top 8)
| Pos. | Corridore            | Squadra        | Tempo    |
| ---- | -------------------- | -------------- | -------- |
| 1    | Lido Sartini         | Stucchi        | 6h08'00" |
| 2    | Waldemaro Bartolozzi | Atala-Pirelli  | a 1'00"  |
| 3    | Mauro Gianneschi     | -              | a 6'00"  |
| 4    | Luciano Chiti        | Welter-Ursus   | a 11'00" |
| 5    | Siro Giusti          | -              | a 12'00" |
| 6    | Giuseppe Molinari    | Stucchi        | a 13'00" |
| 7    | Ercole Marabotto     | U.S. Valleggia | a 14'00" |
| 8    | Cesare Olmi          | Stucchi        | a 15'00" |